# Marian Zapico
Marian Zapico (Madrid, 18 marzo 1982) è un'attrice spagnola.

## Biografia
Ha raggiunto una certa notorietà  dopo aver ottenuto il ruolo di Anna Williams nella trasposizione cinematografica del popolare videogioco Tekken. Nel 2012 viene trasmessa in Italia la serie colombiana La Teacher de Inglés dal canale della piattaforma Sky Babel Tv, in cui Marian appare per alcune puntate.

## Filmografia
- Liliana, regia di Wendy Milette (2001) - Corto
- Man of the Year, regia collettiva (2002)
- The Violent Kind, regia di Scott Morgan (2002)
- Into the Flames, regia di Carlos Victorica Reyes (2002)
- Director's Cut, regia di Eric Stacey (2003)
- The Lost Girl Society, regia di Layon Gray (2004)
- Touch My Girl, regia di Christian Laursen (2004)
- Seth, regia di Corbin Timbrook (2006)
- Absorbido, regia di Miguel Mas (2006) - Corto
- The Hitman Chronicles, regia di Shea Pesz (2006)
- Paramedic, regia di Lior Chefetz (2006) - Corto
- Cante Jondo, regia di Lewis Teague (2007) - Corto
- Float, regia di Calvin Simmons (2007)
- Border Lost, regia di David Murphy e Scott Peck (2008)
- Thy Kingdom Come, regia di Ilmar Taska (2008)
- The Boys of Ghost Town, regia di Pablo Veliz (2009)
- Wilcox Sex Therapy, regia di Daniel Gruen (2009) - Corto
- Tekken, regia di Dwight H. Little (2010) - Anna Williams
- The Longer Day of Happiness, regia di Shane Stevens (2012)
- Conectados, regia di Carlos Cotillo (2013) - Corto
- Pots&Lids, regia di Giulio Poidomani (2013) - Corto
- La final, regia di Valerio Boserman (2015)
- Gli orologi del diavolo, regia di Alessandro Angelini - miniserie TV, episodio 1x04 (2020)